# Lancer du javelot masculin aux Jeux olympiques d'été de 2020
 (août 2024).
Pour des articles plus généraux, voir Athlétisme aux Jeux olympiques d'été de 2020 et Lancer du javelot aux Jeux olympiques.
Navigation
Rio 2016 Paris 2024
L'épreuve du lancer du javelot masculin aux Jeux olympiques de 2020 se déroule les 4 et 7 août 2021 au Stade olympique national de Tokyo, au Japon.

## Records
Avant cette compétition, les records dans cette discipline étaient les suivants : 
| Record du monde  | Jan Železný (CZE)         | 98,48 m | Iéna  | 25 mai 1996  |
| Record olympique | Andreas Thorkildsen (NOR) | 90,57 m | Pékin | 23 août 2008 |

## Résultats

### Finale
| Rang                                | Athlète            | Pays        | Essais | Essais | Essais | Essais | Essais | Essais | Marque | Notes |
| Rang                                | Athlète            | Pays        | 1      | 2      | 3      | 4      | 5      | 6      | Marque | Notes |
| ----------------------------------- | ------------------ | ----------- | ------ | ------ | ------ | ------ | ------ | ------ | ------ | ----- |
| Médaille d'or, Jeux olympiques      | Neeraj Chopra      | Inde        | 87,03  | 87,58  | 76,79  | x      | x      | 84,24  | 87,58  |       |
| Médaille d'argent, Jeux olympiques  | Jakub Vadlejch     | Tchéquie    | 83,98  | x      | x      | 82,86  | 86,67  | x      | 86,67  | SB    |
| Médaille de bronze, Jeux olympiques | Vítězslav Veselý   | Tchéquie    | 79,73  | 80,30  | 85,44  | x      | 84,98  | x      | 85,44  | SB    |
| 4                                   | Julian Weber       | Allemagne   | 85,30  | 77,90  | 78,00  | 83,10  | 85,15  | 75,72  | 85,30  | SB    |
| 5                                   | Arshad Nadeem      | Pakistan    | 82,40  | x      | 84,62  | 82,91  | 81,98  | x      | 84,62  |       |
| 6                                   | Aliaksei Katkavets | Biélorussie | 82,49  | 81,03  | 83,71  | 79,24  | x      | x      | 83,71  |       |
| 7                                   | Andrian Mardare    | Moldavie    | 81,16  | 81,73  | 82,84  | 81,90  | 83,30  | 81,09  | 83,30  |       |
| 8                                   | Lassi Etelätalo    | Finlande    | 78,43  | 76,59  | 83,28  | 79,20  | 79,99  | 83,05  | 83,28  |       |
| 9                                   | Johannes Vetter    | Allemagne   | 82,52  | x      | x      |        |        |        | 82,52  |       |
| 10                                  | Pavel Mialeshka    | Biélorussie | 82,28  | 79,34  | 78,13  |        |        |        | 82,28  |       |
| 11                                  | Alexandru Novac    | Roumanie    | 77,03  | 79,29  | x      |        |        |        | 79,29  |       |
| 12                                  | Kim Amb            | Suède       | 77,22  | 78,31  | 79,69  |        |        |        | 79,69  |       |

### Qualifications
Qualification : 83,50 m (Q) ou les 12 meilleures performances (q),
| Rang | Groupe | Athlète             | Pays              | #1    | #2    | #3    | Marque | Notes |
| ---- | ------ | ------------------- | ----------------- | ----- | ----- | ----- | ------ | ----- |
| 1    | A      | Neeraj Chopra       | Inde              | 86,65 | —     | —     | 86,65  | Q     |
| 2    | A      | Johannes Vetter     | Allemagne         | 82,04 | 82,08 | 85,64 | 85,64  | Q     |
| 3    | B      | Arshad Nadeem       | Pakistan          | 78,50 | 85,16 | —     | 85,16  | Q     |
| 4    | B      | Jakub Vadlejch      | Tchéquie          | 79,27 | 78,96 | 84,93 | 84,93  | Q, SB |
| 5    | A      | Lassi Etelätalo     | Finlande          | 84,50 | —     | —     | 84,50  | Q, SB |
| 6    | B      | Julian Weber        | Allemagne         | 84,41 | —     | —     | 84,41  | Q     |
| 7    | A      | Alexandru Novac     | Roumanie          | 83,27 | 80,90 | x     | 83,27  | q, SB |
| 8    | A      | Vítězslav Veselý    | Tchéquie          | x     | 83,04 | x     | 83,04  | q, SB |
| 9    | B      | Aliaksei Katkavets  | Biélorussie       | 81,08 | 81,73 | 82,72 | 82,72  | q     |
| 10   | B      | Andrian Mardare     | Moldavie          | 80,69 | 78,95 | 82,70 | 82,70  | q     |
| 11   | A      | Pavel Mialeshka     | Biélorussie       | x     | 82,17 | 82,64 | 82,64  | q     |
| 12   | A      | Kim Amb             | Suède             | 82,40 | 79,87 | x     | 82,40  | q, SB |
| 13   | A      | Ihab Abdelrahman    | Égypte            | 81,67 | 81,92 | x     | 81,92  |       |
| 14   | A      | Edis Matusevičius   | Lituanie          | 79,50 | 81,24 | 80,13 | 81,24  |       |
| 15   | B      | Anderson Peters     | Grenade           | 80,42 | 79,71 | 78,28 | 80,42  |       |
| 16   | B      | Keshorn Walcott     | Trinité-et-Tobago | 76,13 | 79,13 | 79,33 | 79,33  |       |
| 17   | B      | Oliver Helander     | Finlande          | 78,81 | x     | x     | 78,81  |       |
| 18   | A      | Gatis Čakšs         | Lettonie          | x     | 78,73 | 78,02 | 78,73  |       |
| 19   | B      | Takuto Kominami     | Japon             | 72,56 | 78,39 | 78,07 | 78,39  |       |
| 20   | A      | Cyprian Mrzygłód    | Pologne           | x     | x     | 78,33 | 78,33  |       |
| 21   | B      | Curtis Thompson     | États-Unis        | 78,20 | 78,09 | 77,89 | 78,20  |       |
| 22   | A      | Norbert Rivasz-Tóth | Hongrie           | 77,76 | 77,11 | x     | 77,76  |       |
| 23   | A      | Rocco van Rooyen    | Afrique du Sud    | 77,41 | 74,40 | 74,99 | 77,41  |       |
| 24   | B      | Julius Yego         | Kenya             | x     | x     | 77,34 | 77,34  | SB    |
| 25   | A      | Huang Shih-Feng     | Taipei chinois    | 76,17 | x     | 77,16 | 77,16  |       |
| 26   | A      | Toni Kuusela (fi)   | Finlande          | 72,75 | 76,96 | x     | 76,95  |       |
| 27   | B      | Shivpal Singh       | Inde              | 76,40 | 74,80 | 74,81 | 76,40  |       |
| 28   | B      | Marcin Krukowski    | Pologne           | x     | 74,65 | x     | 74,65  |       |
| 29   | B      | Odei Jainaga (es)   | Espagne           | 73,11 | 70,77 | x     | 73,11  |       |
| 30   | B      | Cheng Chao-tsun     | Taipei chinois    | 68,18 | 71,20 | x     | 71,20  |       |
| 31   | B      | Bernhard Seifert    | Allemagne         | x     | x     | 68,30 | 68,30  |       |
|      | A      | Michael Shuey       | États-Unis        | x     | x     | x     | NM     |       |

## Légende
Records et Performances
- AR : Record continental (area record)
- CR : Record des championnats (championship record)
- MR : Record du meeting (meet record)
- NR : Record national (national record)
- OR : Record olympique (olympic record)
- PR : Record paralympique (paralympic record)
- PB : Record personnel (personal best)
- SB : Meilleure performance personnelle de la saison (season's best)
- WL : Meilleure performance mondiale de l'année (world leader)
- WJR : Record du monde junior (world junior record)
- WR : Record du monde (world record)

Circonstances et Conditions
- DNF : N'a pas terminé (did not finish)
- DNS : N'a pas pris le départ (did not start)
- DQ : Disqualification (disqualification)
- NM : Aucun essai valable enregistré (No Mark)
- Q : Qualifié « directement » au prochain tour (ou à la prochaine compétition), lors d'une compétition majeure, grâce au classement ou à la réalisation des minima (automatic qualifier)
- q : Qualifié au prochain tour (ou à la prochaine compétition), lors d'une compétition majeure, grâce au repêchage ou à la réalisation de l'une des meilleures performances parmi celles des « non qualifiés directement » (grâce au meilleur temps ou à la meilleure distance par exemple) (secondary qualifier)